# Erioptera (Erioptera) vespertina
Erioptera (Erioptera) vespertina is een tweevleugelige uit de familie steltmuggen (Limoniidae). De soort komt voor in het Nearctisch gebied.